# Přehradní nádrž Vidraru
Přehradní nádrž Vidraru je vodní dílo na řece Arges v Jižních Karpatech v Rumunsku. Nádrž byla napuštěna v roce 1966 za účelem akumulace vody pro provoz vodní elektrárny.

## Hydrologická charakteristika
Přirozená plocha povodí v místě přehrazení je 286 km² při průměrném průtoku 5,5 m³/s. Pro zvýšení výkonu elektrárny bylo povodí uměle navýšeno na hodnotu 745 km² umělým svodem ze sousedních povodí (Vâlsan, Topolog). Celková délka svodných štol činí 29 km. Pro provoz elektrárny tak jezero zadržuje průměrný přítok 19,7 m³/s. Při průměrné nadmořské výšce hladiny 830 metrů zadržuje 465 000 000 m³ a při užitečném objemu 320 000 000 m³ poskytuje vodní zádrž pro roční výrobu 400 GWh při instalovaném výkonu 220 MW.
Největší hloubka jezera je 155 m. K dosažení nejvyšší hladiny a k nutnosti přelivu dochází zhruba s pětiletou periodou.

## Historie výstavby
166 metrů vysoká hráz nádrže byla vybudována v letech 1960–1965, jezero bylo napuštěno v roce 1966. Elektrárna byla budována spolu s ohledem na projekt strategické silnice přes Fagarašské hory, plánovaný zejména pro potřeby armádních transportů. Část vyrubané zeminy byla později použita na náspy této silnice, významným přínosem pro silnici byla hráz přehrady, která umožnila její přechod přes údolí Arges. Během stavby elektrárny byla vybudována silnice k městu Curtea de Argeș. Cesta Transfagarasan byla z důvodů finanční nedostatečnosti dostavěna až v roce 1974 a značná její část obepíná celý levý břeh jezera.

## Galerie

Nejznámější panoráma od vyhlídky u hráze směrem k Fagarašským horám

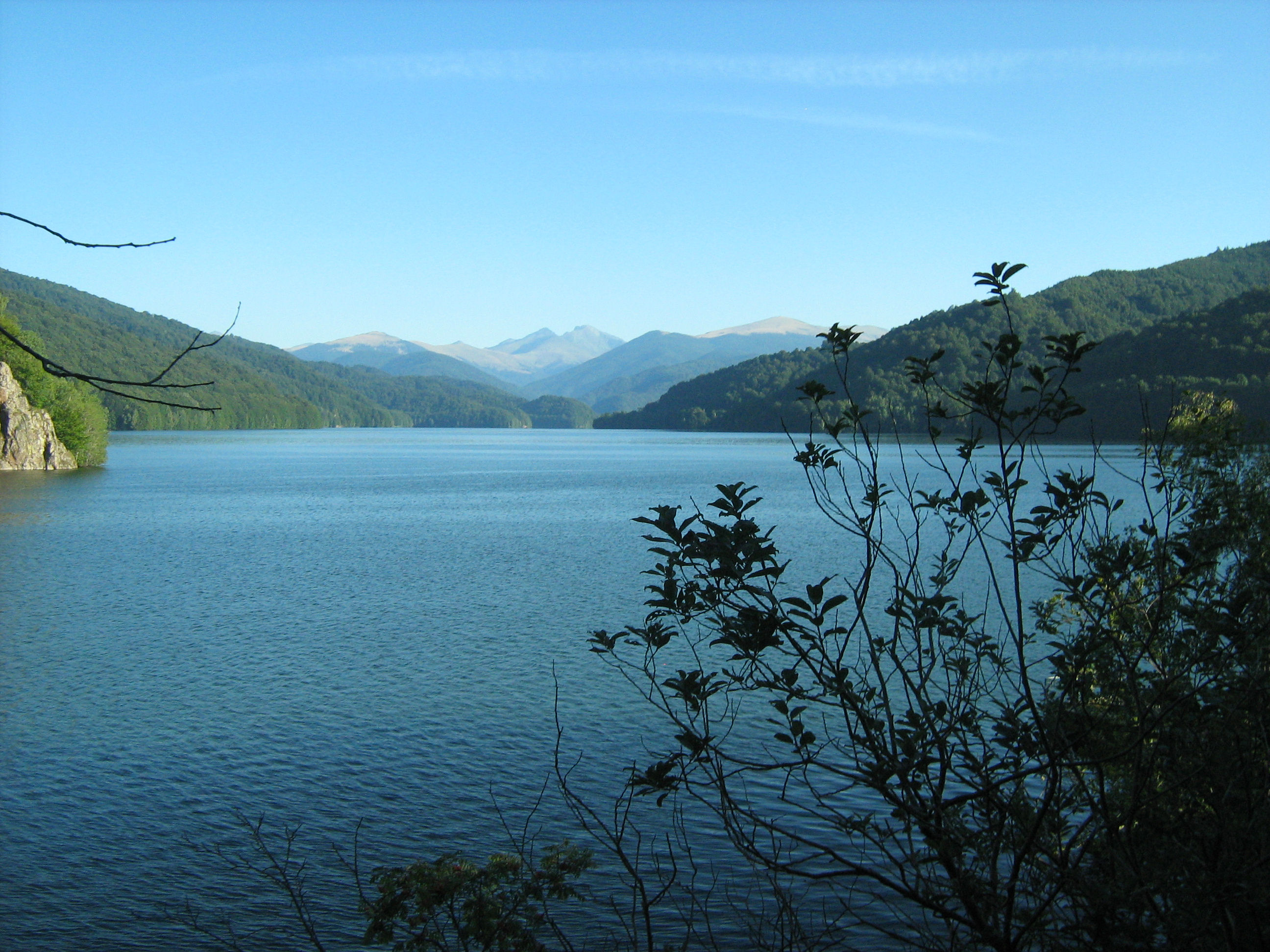
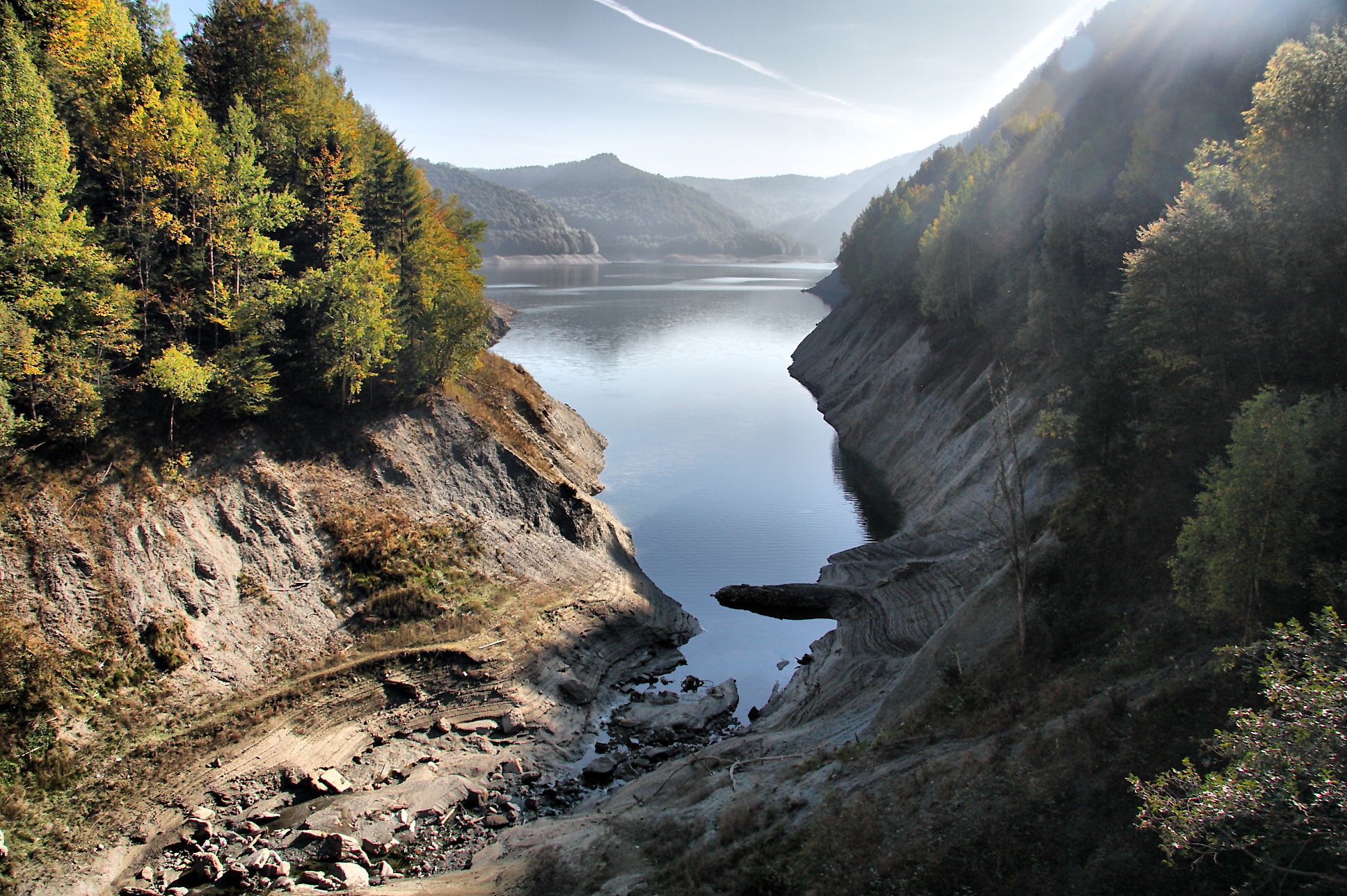
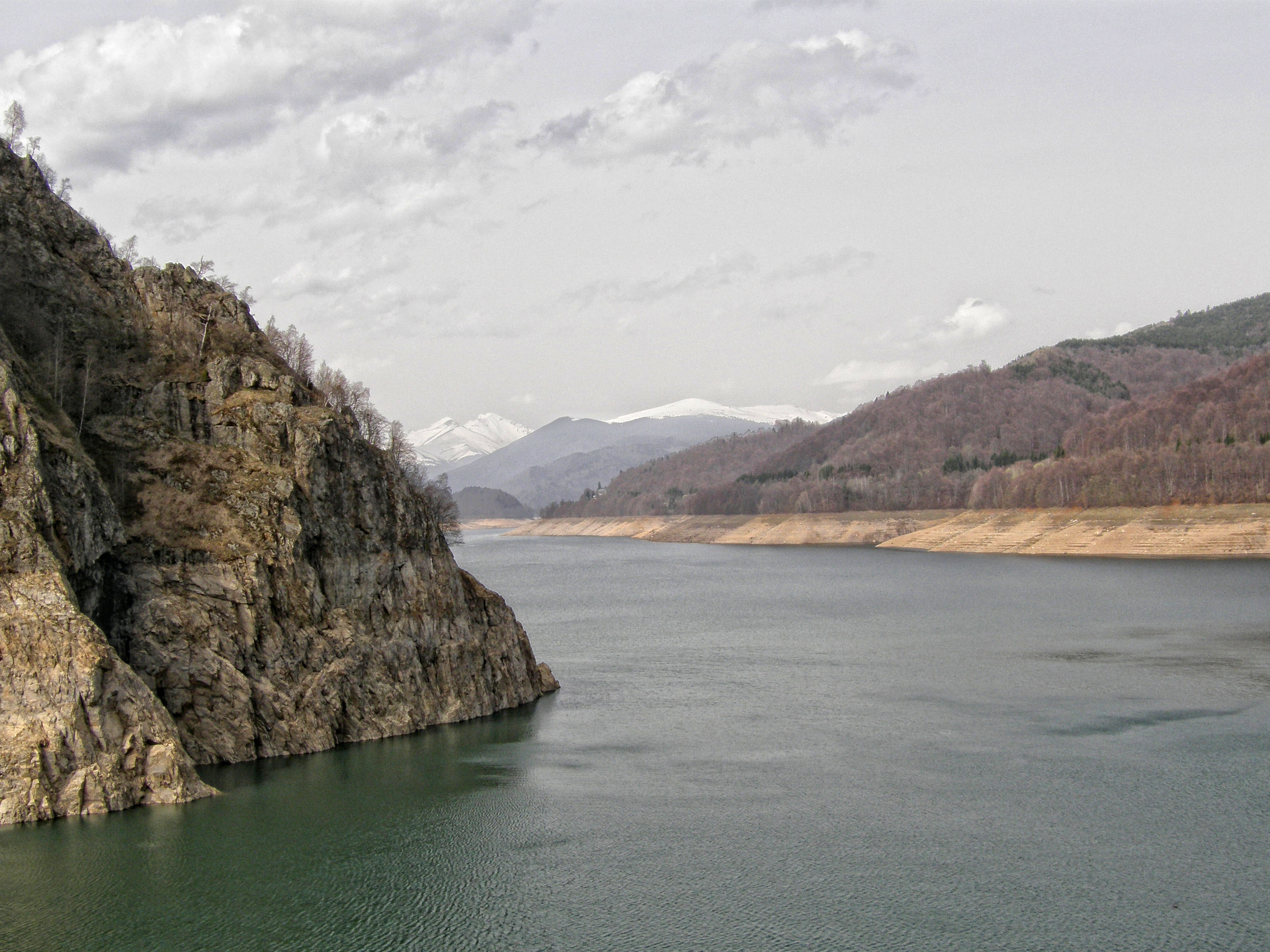
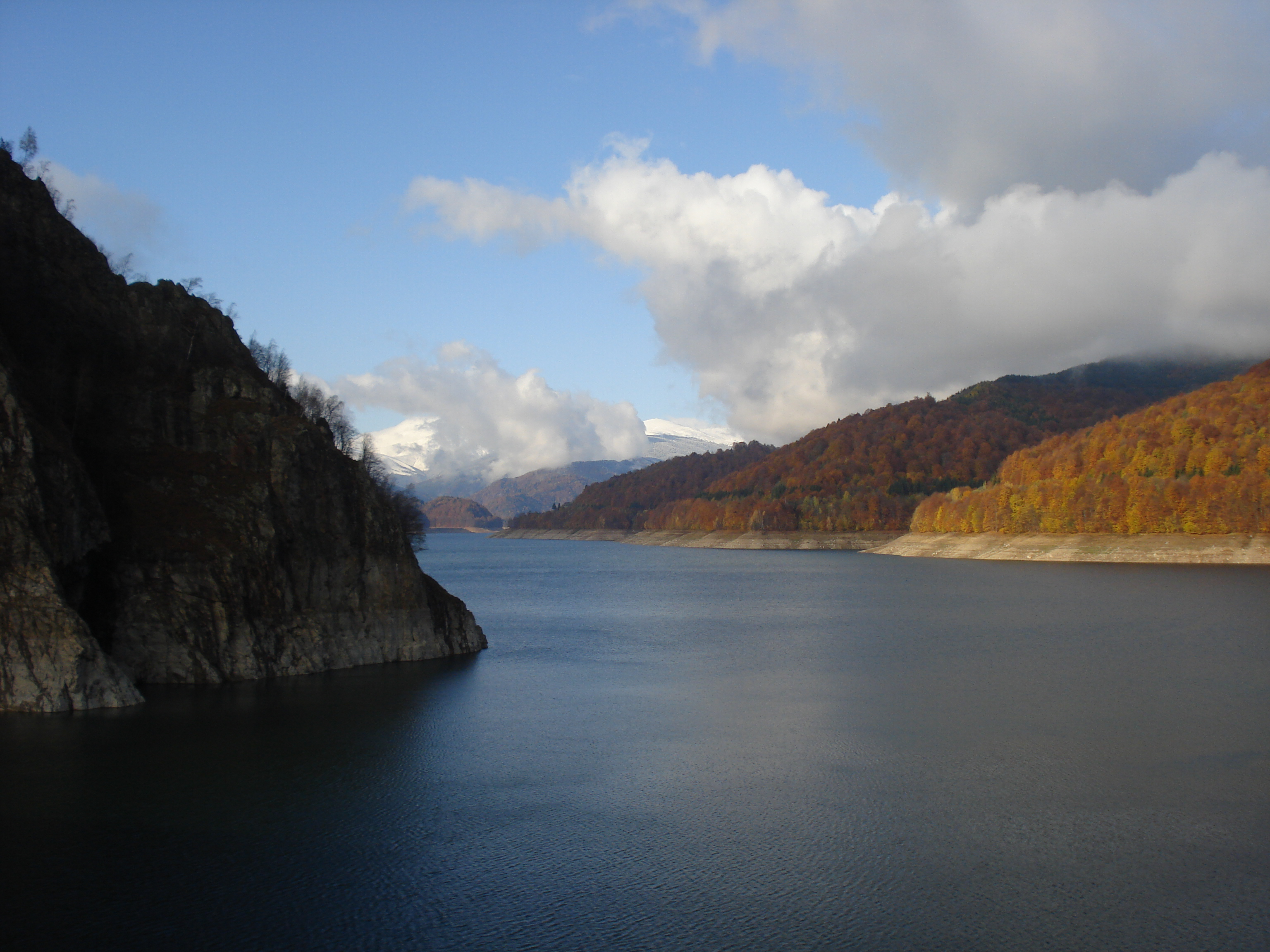
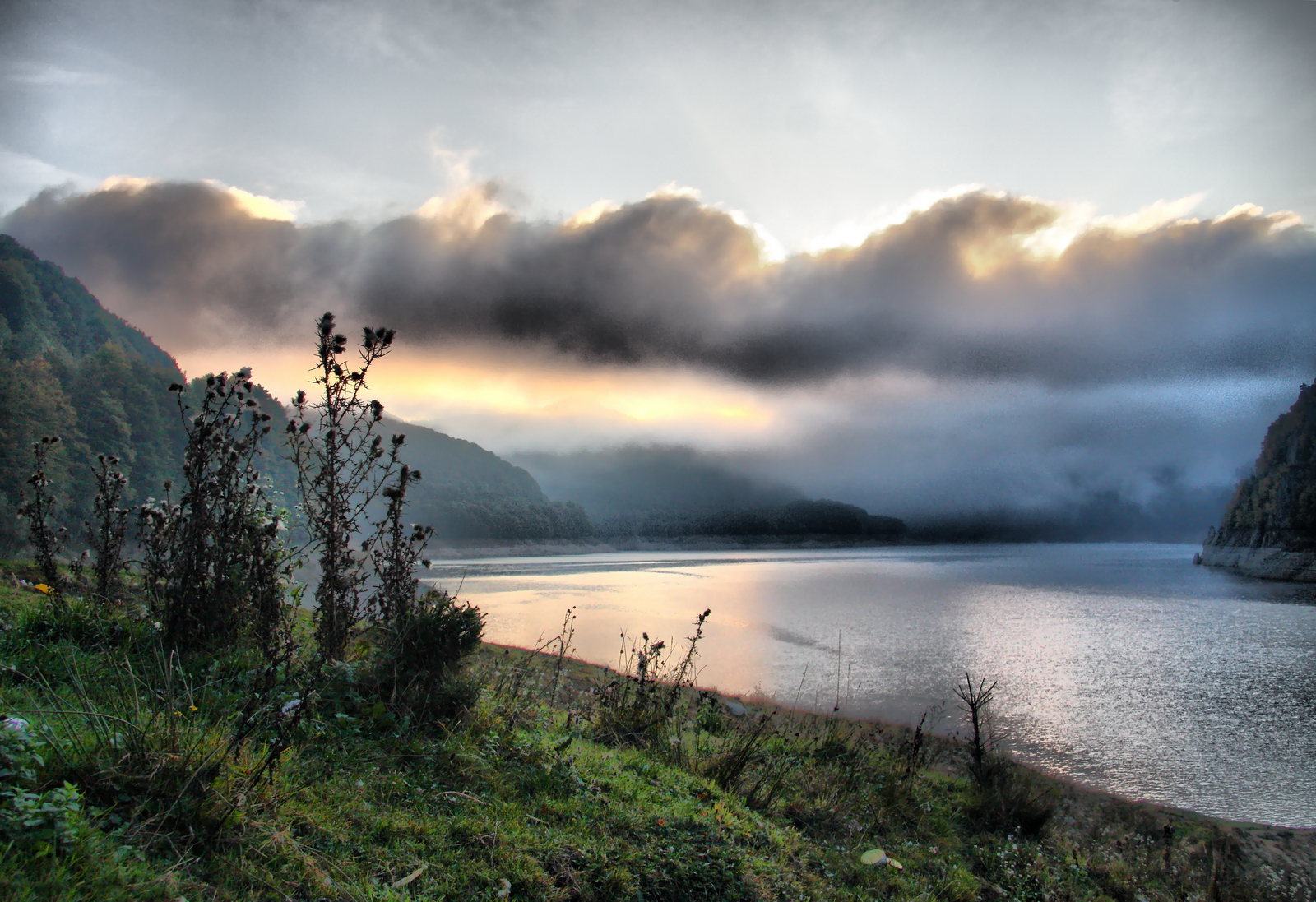
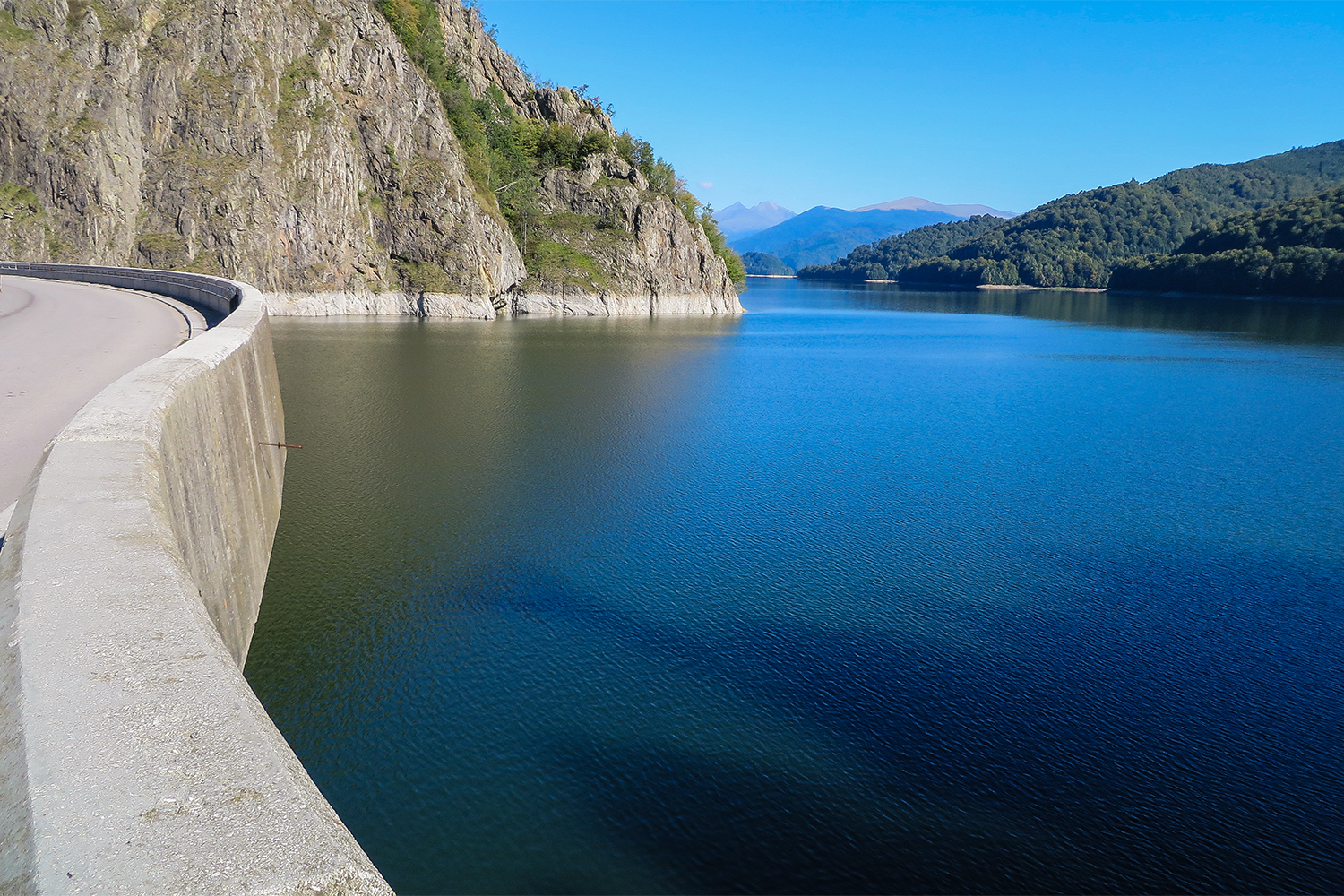
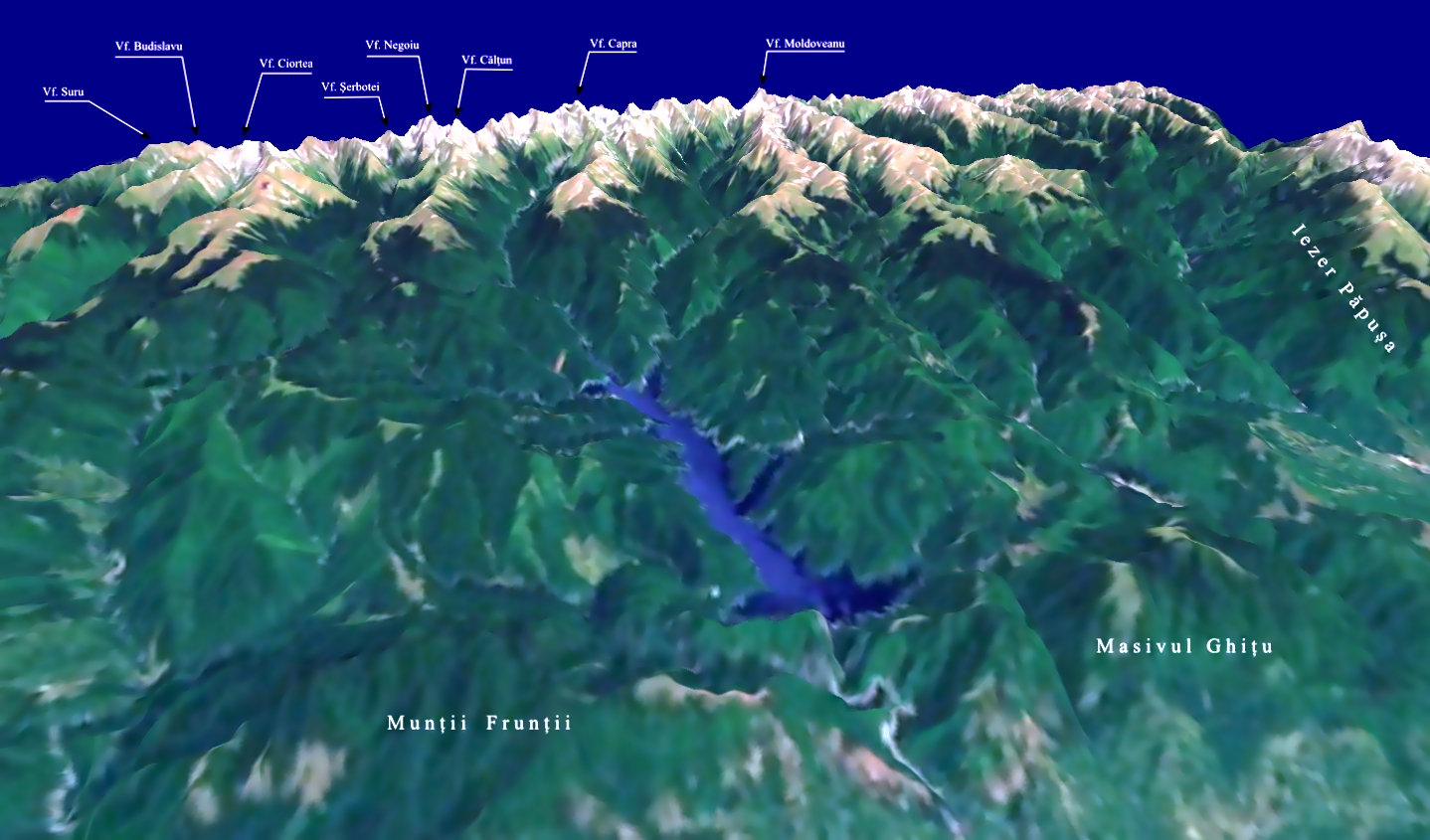

## Význam
Kromě energetického významu je vodní akumulace i přínosem pro zavlažování na dolním toku Arges, řízený průtoku usnadňuje i regulaci provozu soustavy elektráren v nižších částech toku. Turistický význam roste spolu s růstem popularity silnice Transfagarasan. Ze břehů je za dobré viditelnosti vidět druhá nejvyšší hora Rumunska Negoiu (2535 m n. m.), od jezera na její vrchol vedou některé náročné trasy. Přitažlivé je okolí jezera s četnými vodopády a divokými soutěskami, v romantické krajině se při nižším stavu nad hladinu vynořují kříže hřbitova německých vojáků. Vzhledem ke dvojitému lomení přehrady je na přehradě provozován bungee jumping.